# U-Bahnhof Campo Grande

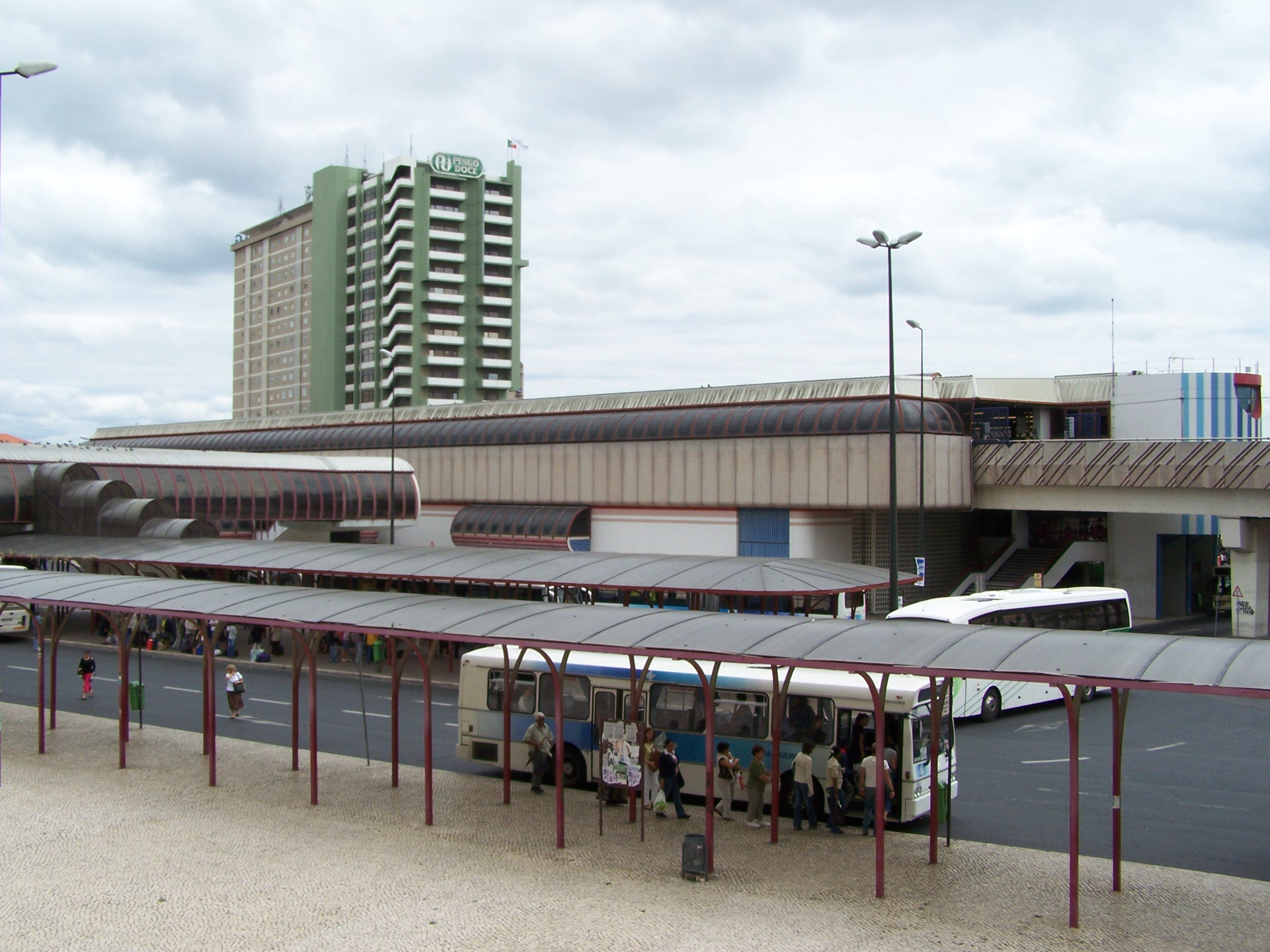
Der 1993 eröffnete U-Bahnhof Campo Grande war der erste oberirdische des gesamten Metronetzes. Im Vordergrund des Bildes ist ein Teil des umfangreichen Busbahnhofes zu sehen.

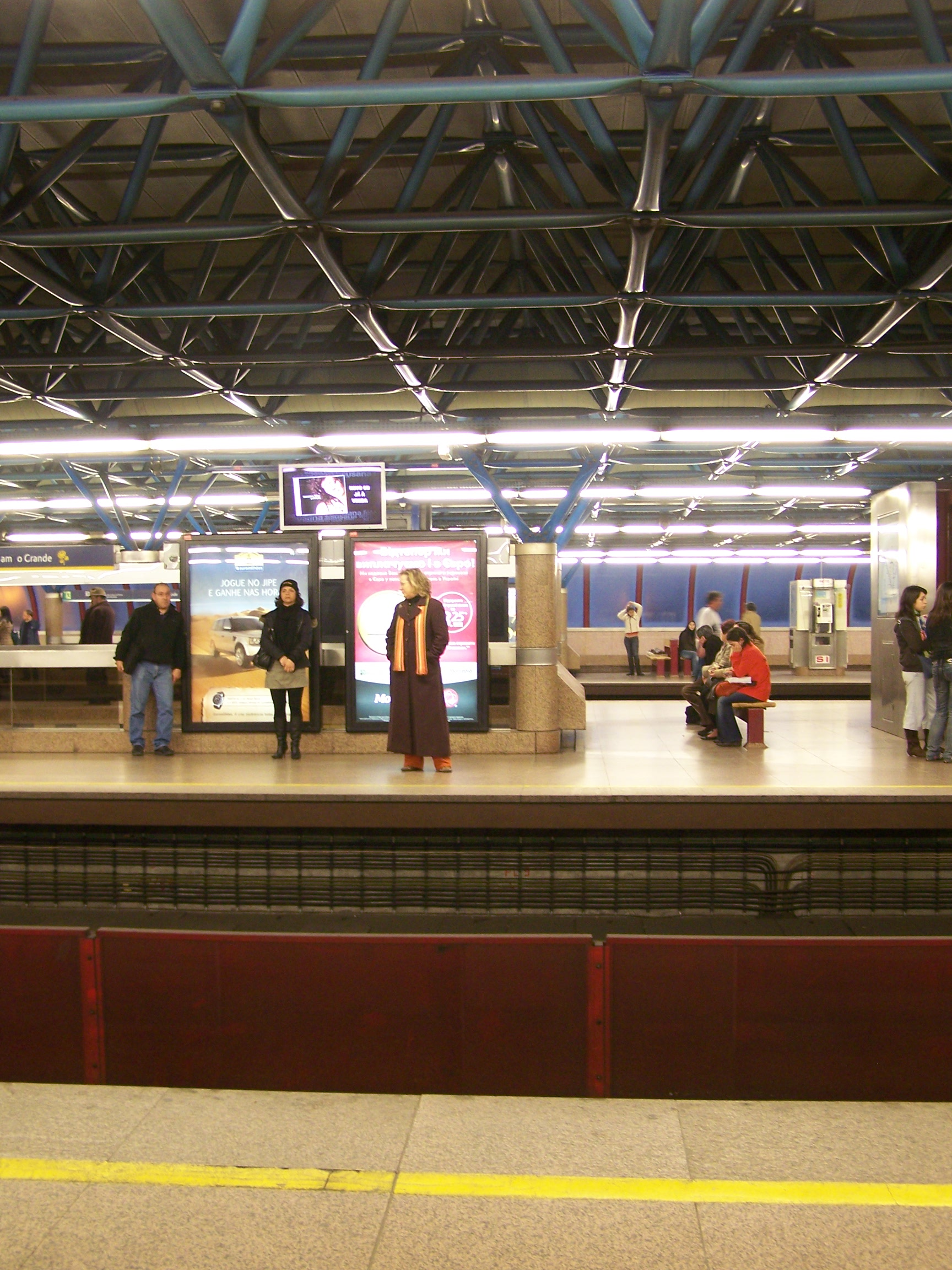
Der Bahnhof besitzt als einer von zwei Bahnhöfen des Metronetzes einen Mittelbahnsteig. Dies jedoch nicht im eigentlichen Sinne, da an dem Bahnsteig jeweils die Züge der beiden verschiedenen Linien halten.

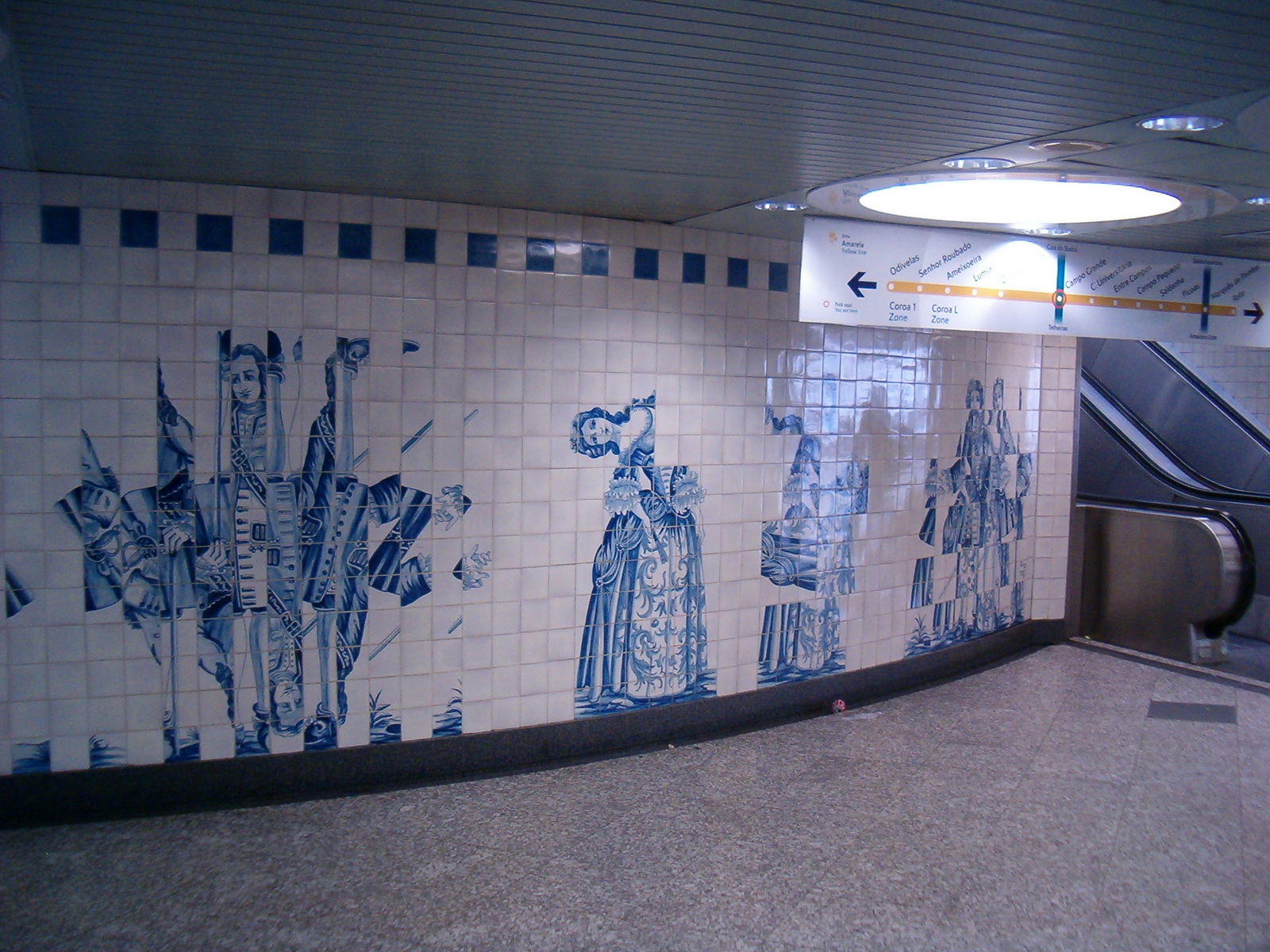
Eduardo Nery versuchte mit Azulejos im Zugangsbereich portugiesische Tradition und Moderne zu verbinden

Campo Grande ist ein U-Bahnhof der Linha Amarela (gelbe Linie) und der Linha Verde (grüne Linie) der Metro Lissabon, des U-Bahn-Netzes der portugiesischen Hauptstadt. Der Bahnhof befindet sich direkt an der Kreuzung der 2. Lissabonner Ringstraße (2° circular Avenida General Norto de Matos) mit der Straße Avenida Padre Cruz in der Stadtgemeinde Lumiar. Campo Grande ist einer der wichtigsten Verkehrsknotenpunkte außerhalb der Lissabonner Innenstadt (Baixa Pombalina), neben dem Bahnhof befindet sich außerdem das Estádio José Alvalade des Fußballclubs Sporting Lissabon. Die Nachbarstationen des Bahnhofes sind Quinta das Conchas, Telheiras, Cidade Universitária und Alvalade. Der Bahnhof ging am 1. April 1993 in Betrieb. Der namensgebende Park Campo Grande befindet sich einen halben Kilometer entfernt weiter südlich.

## Geschichte
Während sich in früheren Jahrhunderten das Geschäftsleben und damit auch das Zentrum Lissabons immer nahe dem Tejo am Praça do Comércio befand, verfiel dies besonders nach dem Zweiten Weltkrieg. In den fünfziger und sechziger Jahren verlagerte sich daher der Handelsschwerpunkt mehr und mehr in Richtung Norden. Aus diesem Grund veränderten sich auch die Verkehrsströme, sodass die Nord-Süd-Verbindungen mehr und mehr nachgefragt wurden, die Straßenbahn konnte jedoch nicht die Nachfrage allein decken. Eine erste Abhilfe dafür schaffte die Eröffnung der ersten Lissabonner Metrostrecke (heute Teile der blauen und gelben Linie) zwischen Sete Rios, Entre Campos und Restauradores. Bis 1972 kam eine weitere Strecke bis nach Alvalade dazu.
Nachdem die Stadt Lissabon gemeinsam mit der Betreibergesellschaft Metropolitano de Lisboa, EP 1990 einen Ausbauplan für das nächste Jahrzehnt beschloss, sollten die beiden Streckenäste, die in Alvalade (seit 1972) beziehungsweise Cidade Universitária (seit 1988) endeten, am Verkehrsknotenpunkt Campo Grande verbunden werden. Die Bauarbeiten dafür begannen noch im Jahr 1990, neben der Errichtung des Bahnhofes war auch der Bau einer zweiten Betriebswerkstatt („Parque de Material e Oficinas de Calvanas“) östlich des zukünftigen Bahnhofes vonnöten. Bis 1993 waren die Bauarbeiten beendet. Mit der Eröffnung des Bahnhofes und der Betriebswerkstatt am 1. April 1993 ging auch der oberirdische U-Bahnhof der Metro Lissabon in Betrieb.
Die Planung des Bahnhofes mit zwei Seitenbahnsteigen und einem Mittelbahnsteig übernahm Ezequiel Nicolau, für die Gestaltung des Bahnhofes war Eduardo Nery zuständig. Nery wählte für den ersten oberirdischen U-Bahnhof in Lissabon die in Portugal traditionellen Azulejos, die traditionellerweise vor allem in älteren, reichen Häusern oft im Eingangsbereich angebracht waren (figuras de convite). Nery versuchte sich in einem Spagat zwischen Moderne und Tradition und ließ den Großteil der Wände im Zugangsbereich des Bahnhofes mit den Azulejos aus dem 18. Jahrhundert verfliesen. Neben den Azulejos benutzte Nery außerdem verschiedene gestalterische Details, um den massiven Eindruck des Bahnhofes auf die Umgebung zu mindern.
Mit der Eröffnung ergab sich ein Problem, da sich nun zwei der drei Linienäste des gesamten Metronetzes trafen, das bisher keine Linienbezeichnungen kannte. Aus diesem Grunde bereitete die Betreibergesellschaft die Grundlage für die späteren Linienbezeichnungen nach Farben und Symbolen vor. So wurde 1995 der Streckenabschnitt zwischen Campo Grande und Rotunda (heute Marquês do Pombal) über Entre Campos in Linha Amarela (gelbe Linie) umbenannt, der restliche Abschnitt blieb zunächst als Linha Azul (blaue Linie) erhalten. Mit der 1998 stattfindenden Trennung der Linha Azul (blaue Linie) in wiederum einen westlichen Streckenabschnitt (Pontinha–Restauradores, weiterhin Linha Azul) und in einen östlichen (Campo Grande–Martim Moniz, nun Linha Verde) hielt seitdem nur mehr die grüne Linie am Bahnhof Campo Grande. Seit 1999 treffen sich blaue und grüne Linie am neu erbauten U-Bahnhof Baixa-Chiado.
Seit 2002 war der Bahnhof für die grüne Linie nicht mehr Endstation, da die Züge seitdem eine Station weiter bis zum Bahnhof Telheiras fuhren. Gleiches geschah 2004 für die gelbe Linie, seitdem fährt diese quer durch die Gemeinde Lumiar bis über die Lissabonner Stadtgrenze hinaus in die Vorstadt Odivelas.
Der Bahnhof ist ein wichtiger Verkehrsknotenpunkt; so halten hier eine große Anzahl von Busgesellschaften (Barraqueiro Oeste, Boa Viagem, Barraqueiro, Isidoro Duarte, Mafrense, Ribatejana, Rodoviária de Lisboa, Rodoviária do Tejo, Transportes Sul do Tejo, Carris), zudem befindet sich bereits seit 1956 das Stadion von Sporting Lissabon direkt daneben. Dennoch besitzt der Bahnhof bisher keine Aufzüge.

## Verlauf
Am U-Bahnhof bestehen Umsteigemöglichkeiten zu den Buslinien der Carris sowie der Busgesellschaften Barraqueiro Oeste, Boa Viagem, Barraqueiro, Isidoro Duarte, Mafrense, Ribatejana, Rodoviária de Lisboa, Rodoviária do Tejo und Transportes Sul do Tejo.
| Linie | Verlauf |
| ----- | --- |
|       | Odivelas – Senhor Roubado – Ameixoeira – Lumiar – Quinta das Conchas – Campo Grande – Cidade Universitária – Entre Campos – Campo Pequeno – Saldanha – Picoas – Marquês de Pombal – Rato |
|       | Telheiras – Campo Grande – Alvalade – Roma – Areeiro – Alameda – Arroios – Anjos – Intendente – Martim Moniz – Rossio – Baixa-Chiado – Cais do Sodré                                     |